# 文觀
文觀（日语：／ Monkan */?，1278年2月4日—1357年11月21日）是日本鎌倉時代後期至南北朝時代的真言律宗僧人、真言宗僧人、畫僧，法諱是殊音、弘真，由於文觀是其房號，因此又稱為文觀房弘真，文觀和殊音兩個稱呼均是源自於文殊菩薩和觀音菩薩，後來才改作弘真，通稱為小野僧正，尊稱作文觀上人，生涯曾經擔任醍醐座主、天王寺別當、東寺長者以及後醍醐天皇和後村上天皇的護持僧。

## 生平
文觀在13歲時於播磨國的天台宗寺院一乘寺出家，兩年後前往奈良興福寺跟隨良恩學習法相宗，又跟信空學習律藏，另外也有學習三論宗，後來又在西大寺的末寺播磨國北條常樂寺學佛，作為律宗僧人展開活動。18歲時，他師承信空之下並且遵從十戒，23歲時遵從波羅提木叉，正安3年（1301年），他經過信空的兩部灌頂儀式後成為了阿闍黎。翌年，他隨信空進入了般若寺，開始接觸到文殊菩薩的信仰。同年6月，作為「文殊持者」他在叡尊死去十三年的忌日繪寫了種子曼荼羅，作為真言律宗僧人開始展開活動。正和5年（1316年）為止，他出任大和竹林寺長老，信空在同年正月圓寂後，文觀在4月於醍醐寺報恩院接受了道順的傳法灌頂，與真言密宗也連結起來。其後，他開始親近後醍醐天皇，成為了護持僧。元亨2年至3年（1324年 - 1325年），他奉命入宮祈求「關東調伏」，翌年3月他以伊賀兼光為施主，讓七條佛所運慶的弟子康俊去打造般若寺的文殊菩薩像，從而替後醍醐天皇祈願。元弘之亂爆發後，他與圓觀等人被鎌倉幕府以曾經祈求「關東調伏」為由被捉拿後流放至硫磺島。
鎌倉幕府滅亡後的元弘3年或正慶2年（1333年），文觀重返京都後在後醍醐天皇主導的建武新政中獲得重用，他在建武元年（1334年）就任東寺大勸進、醍醐座主，翌年出任東寺長者和正法務，並且兼任高野山檢校和東大寺別當等職務，後來就任大僧正。這時候已經是顯密裡地位最高的文觀，其倉庫裡有大量財產，又收集了大量武器，每次參內時坐轎，數百名士兵前呼後擁，風頭一時無兩。南北朝分裂後，他跟從後醍醐天皇前往了吉野，效力於南朝，致力於讓觀心寺和金剛寺成為勅願寺。正平12年或延文2年10月9日（1357年11月21日），他在河內國金剛寺大門往生院（現大阪府河內長野市金剛寺）死去。文觀經常被認為是立川流的中興之祖，他死後遭到宥快在《寶鏡鈔》猛烈抨擊，此說法在現今日本學界的研究下已經被推翻。此外，作為畫僧的文觀也有大量作品流傳至今，例如《絹本著色五字文殊像》（重要文化財，奈良國立博物館館藏）和《日課文殊》（弗瑞爾藝廊藏品）等等。

## 相關作品
- 《絹本著色五字文殊像（日语：絹本著色五字文殊像）》
- 《日課文殊》
- 《絹本著色後醍醐天皇御像（日语：絹本著色後醍醐天皇御像）》（開光點眼，重要文化財，清淨光寺藏品）
- 《木造文殊菩薩騎獅像》（監修，康俊和康成作品，重要文化財，般若寺藏品）
- 《絹本著色愛染明王像》（監修，重要文化財，MOA美術館館藏）
- 《後醍醐天皇宸翰天長印信（蠟牋）（日语：後醍醐天皇宸翰天長印信（蠟牋））》（料紙裝飾，文章由後醍醐天皇負責書寫，日本國寶，醍醐寺藏品）
- 《後醍醐天皇宸翰天長印信（蠟牋）》奧書

### 註解
1. ↑  按《寶鏡鈔》記載，文觀最早在北條寺成為律宗僧人，《太平記》則指出他出身自一乘寺[2]。
2. ↑  《My Pedia》指出大和竹林寺是位於現在奈良縣生駒市的竹林寺，《朝日日本歷史人物事典》則主張是笠山竹林寺（現奈良縣櫻井市笠）[1]。
3. ↑  按《朝日日本歷史人物事典》的說法，祈禱的時期是嘉曆元年（1326年）至元德元年（1329年），假意以祈求讓後醍醐天皇的中宮懷上龍種為名，討伐鎌倉幕府的北條高時為實[1]。